# De 1100 Roe
De 1100 Roe est un moulin à vent de polder situé à Amsterdam dans le quartier d'Osdorp. Autrefois, ce moulin se trouvait sur le Haarlemmerweg, la route qui mène à Haarlem. Il tient son nom (1100 'batons') de la distance qui le séparait de la Haarlemmerpoort, soit environ quatre kilomètres.

## Histoire
Ce moulin a été construit en 1674 après la construction du Haarlemmertrekvaart et a servi à l'assèchement des polders de Sloterbinnen et Middelveld. 
Le moulin a été rénové en 1757 et en 1951. À cette dernière date, le moulin a perdu sa fonction de moulin de polder. 
En 1961 le moulin a été démonté pour être remonté en 1965 près du complexe sportif Ookmeer. Il assure aujourd'hui la régulation de la wateringue du complexe sportif. Ce moulin est aussi connu aujourd'hui en tant que Ookmeermolen.